# Andreaea novae-zealandiae
Andreaea novae-zealandiae là một loài rêu trong họ Andreaeaceae. Loài này được R. Br. bis mô tả khoa học đầu tiên năm 1893.